# مردان خاموش (داستان کوتاه)
مردان خاموش (به فرانسوی: Les muets ) یک داستان کوتاه از آلبر کامو است که در سال 1957 نوشته شده . این سومین داستان کوتاهی است که در کتاب تبعید و سلطنت نوشته شده.

## خلاصه داستان
مردان خاموش کارگران یک مغازه در طول جنگ در الجزایر هستند. آن‌ها به تازگی پس از یک اعتصاب ناموفق به سر کار بازگشته‌اند. وقتی دختر صاحب مغازه یک بیماری حاد دارد که نیاز به آمبولانس دارد، مردان هیچ کمکی به او نمی‌کنند و کم‌کم رابطه آن‌ها برا رییس سرد می‌شود.